# 龚祖同
龚祖同（1904年11月10日—1986年6月22日），男，江苏川沙（今属上海）人，中国光学专家，中国现代光学事业创始人之一，中国科学院学部委员、研究员，博士生导师。第三届全国人大代表，第二、四届陕西省政协副主席。

## 生平
1920年考入江苏省立第一师范学校。1930年毕业于清华大学。1936年在德国柏林工业大学攻读应用光学专业，研究生毕业。抗日战争爆发不久后回国，研制出中国第一批军用望远镜。
中华人民共和国成立后，研制出中国第一批光学玻璃、第一台红外夜视望远镜、第一台电子显微镜、第一台高速摄影机等。1980当选为中国科学院学部委员（院士）。

## 发表论文
- 赵忠尧,龚祖同.丙种镭辐射和原子核的作用<英文>[J].中国物理学报.1934
- 龚祖同.光学玻璃熔制的发展及其有关原理[J].科学通报.1957(23)
- 龚祖同.高速照相及纤维光学[J].物理通报.1964(02)
- 龚祖同.光子结构论[J].高速摄影与光子学.1980(01)
- 龚祖同.变折射率光学[J].应用激光.1983(01)